# Cucklington
Cucklington – wieś w Anglii, w hrabstwie Somerset, w dystrykcie (unitary authority) Somerset. Leży 48 km na południe od miasta Bristol i 164 km na zachód od Londynu. W 2002 miejscowość liczyła 167 mieszkańców.